# Dasyhelea tshatkalensis
Dasyhelea tshatkalensis är en tvåvingeart som beskrevs av Remm 1980. Dasyhelea tshatkalensis ingår i släktet Dasyhelea och familjen svidknott. Inga underarter finns listade i Catalogue of Life.